# Koliha nejmenší
Koliha nejmenší (Numenius minutus) je bahňák z čeledi slukovití, nejmenší zástupce rodu koliha (Numenius). Jedná se o nenápadného ptáka s krátkým zobákem a bledě bílým až tmavě hnědým opeřením. Hnízdí v oblastech a střední a východní Sibiře, zimuje převážně v severní Austrálii.

## Taxonomie
Druh poprvé popsal John Gould v roce 1841. Koliha nejmenší se řadí do rodu koliha (Numenius), čeledi slukovití (Scolopacidae) a řádu dlouhokřídlí (Charadriiformes).

## Popis
Pták měří pouze kolem 28–31 cm, což z něj dělá nejmenšího zástupce rodu koliha (Numenius). Rozpětí křídel je kolem 68–71 cm, váha se pohybuje kolem 175 g.
Zobák je na kolihu poměrně krátký. Od kořene do poloviny je rovný a narůžovělý (zvláště dolní čelist), zhruba od poloviny ke špičce je tmavě hnědý až černý a jemně zahnutý směrem dolů. Duhovka je tmavě hnědá. Tenké nohy jsou do žluta až modro-šeda.
Opeření je většinou žlutohnědé. Na hlavě je poměrně výrazný vzor: tmavě hnědou korunku protíná uprostřed jasný bledě světlý pruh táhnoucí se od středu čela nahoru na vrchol hlavy, směrem k šíji se rozšiřuje. Oční proužek začíná mezi zobákem a okem, kde má spíše tvar protáhlého trojúhelníku, a pokračuje kousek za okem jako klasický oční proužek. Zbytek hlavy je většinou bledě žlutohnědý s občasným tmavým či bledě bílým kropením.
Krk a hruď jsou špinavě bílé s tmavě hnědým, nepravidelným a přerušovaným proužkováním, břicho a spodek je bílý s tmavým čárkováním. Křídla jsou tmavá se žlutohnědými skvrnami.
K vzhledově podobným druhům se řadí koliha severní a bartramie dlouhoocasá.

## Biologie a chování
Jedná se o migrační druh. Rozmnožuje se od května do srpna v neforemných koloniích v oblastech ruské Sibiře a Mongolska. Hnízdo představuje mělký vyhloubený důlek vystlaný mechem cca 200 m od nejbližšího souseda téhož druhu. Na počátku podzimu po odchovu mláďat kolihy migrují ve velkých hejnech na jižní polokouli. Většina ptáků migruje do severních oblastí Austrálie, běžně ale zimují i v nedalekých oblastech Mikronésie, Melanésie a Jihovýchodní Asie.
V oblasti hnízdišť vyhledává hlavně otevřenou krajinu bez vzrostlých stromů v blízkosti vodních toků. Při migraci zastavuje hlavně v oblastech močálů v blízkosti řek a jezer. Na zimovištích preferuje nezalesněné plochy s trávou do 20 cm v blízkosti vodních toků, bažin, rašelinišť či oceánského pobřeží.
Živí se hlavně hmyzem, jídelníček doplňuje semínky. Potravu hledá v mělkých bahnitých březích vodních toků, které propichuje svým úzkým zobákem, který často zcela ponoří do bahna.

## Rozšíření a populace
Podle odhadu z roku 2006 celková populace kolih nejmenších čítala více než 180 tisíc jedinců. Kolem 175 000 z nich zimuje v Austrálii.

## Ohrožení a ochrana
I když je celkový populační trend kolih nejmenších neznámý, Mezinárodní svaz ochrany přírody druh hodnotí jako málo dotčený.

## Galerie

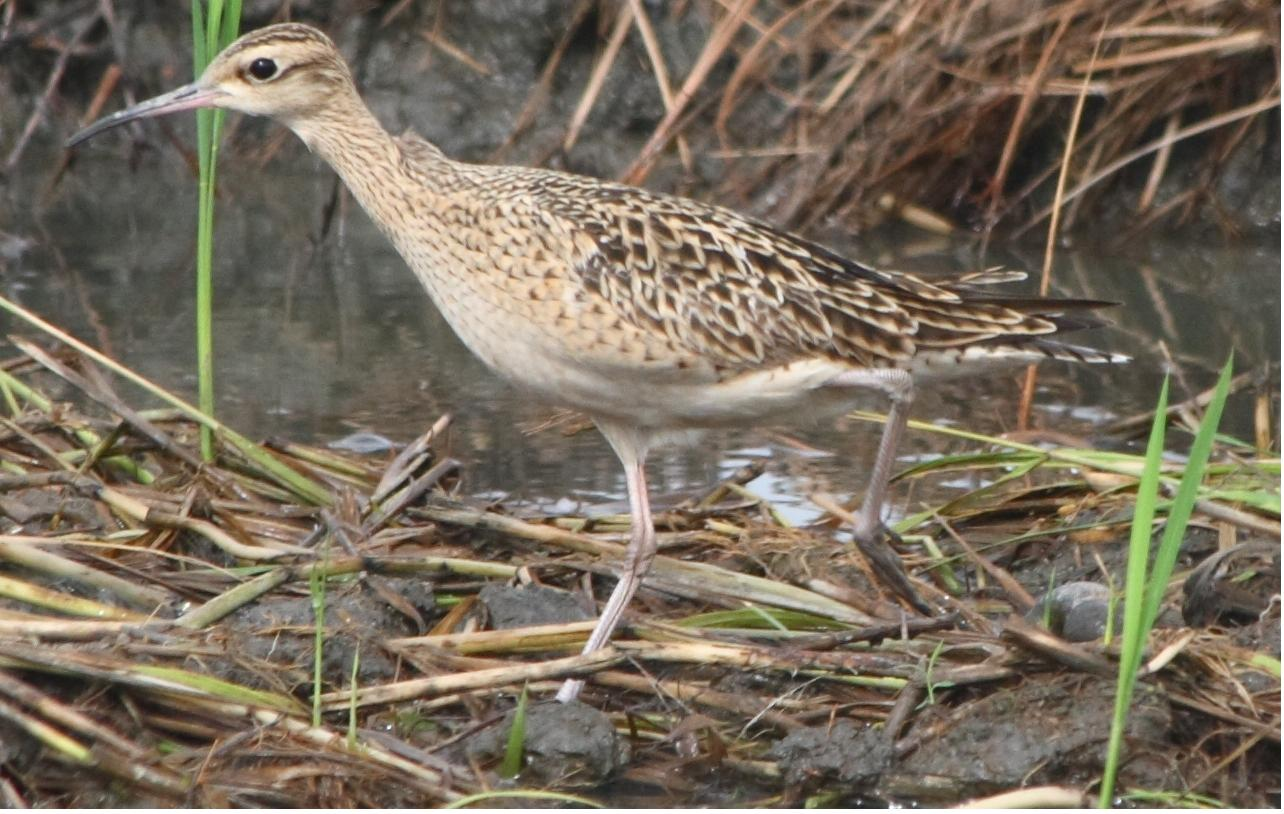
Koliha nejmenší v typickém biotopu
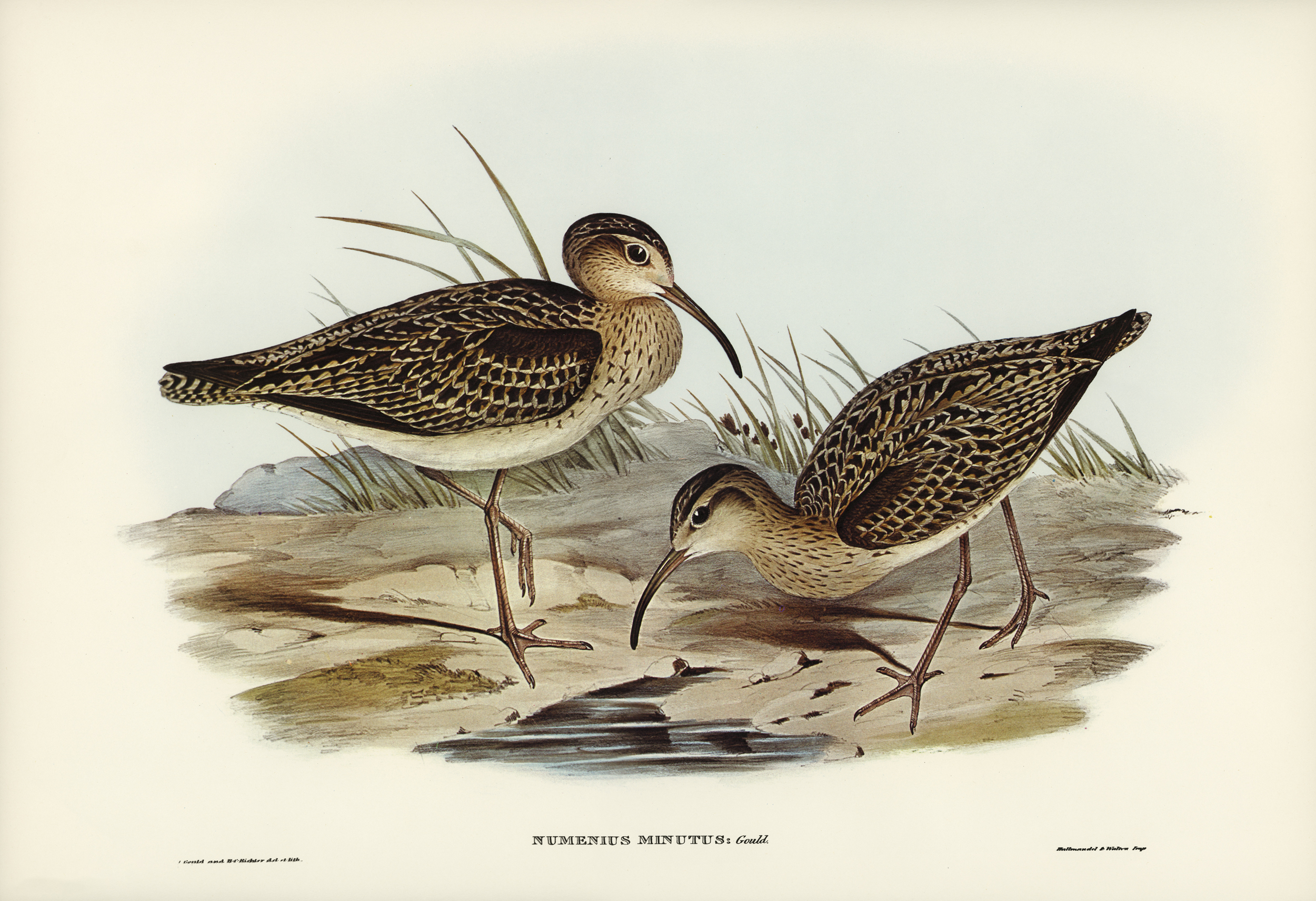
Ilustrace kolih z dílny Elizabeth Gould
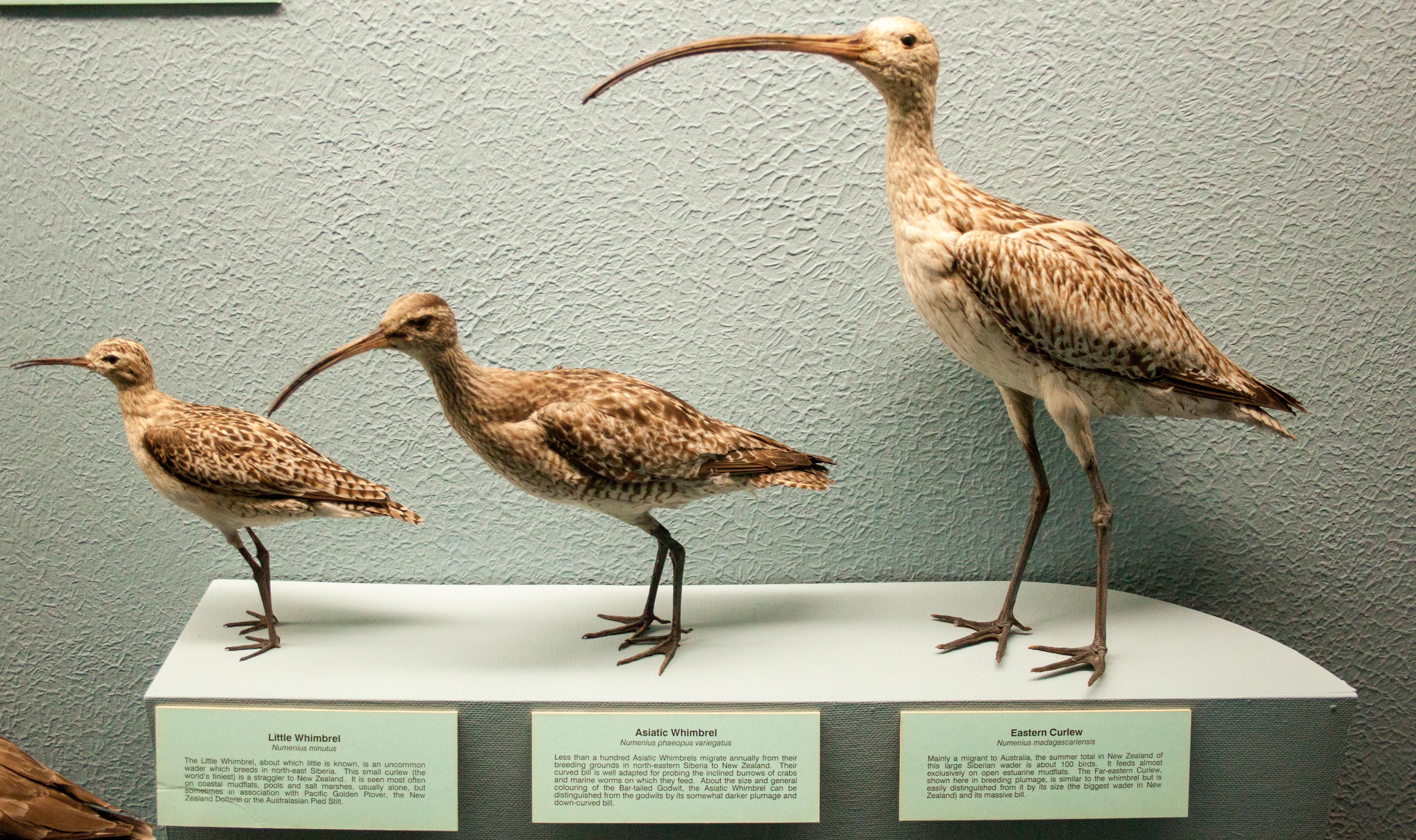
Velikostní srovnání kolihy nejmenší (vlevo) s kolihou východní (vpravo)